# ترانه‌های باشگاه رقص

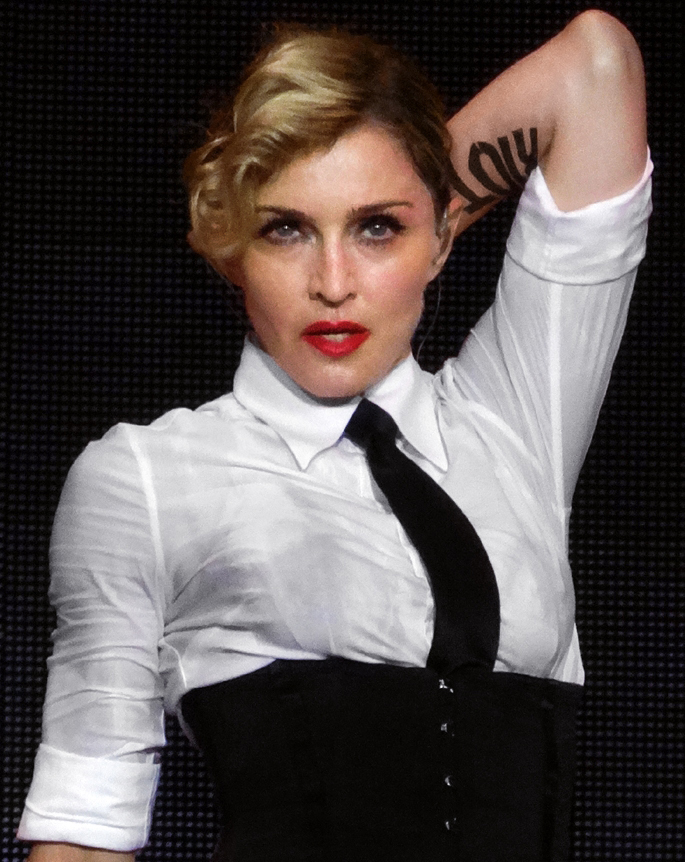

ترانه‌های باشگاه رقص (انگلیسی: Dance Club Songs) یک جدول موسیقی است که به‌صورت هفتگی توسط مجلهٔ بیلبورد در ایالات متحده منتشر می‌شود. این جدول بر اساس یک دید کلی و ملی از ترانه‌های پخش‌شده توسط دی‌جی‌های باشگاه‌های رقص سرتاسر ایالات متحده برای تعیین محبوب‌ترین ترانه‌هایی تهیه می‌شود که در باشگاه‌های شبانهٔ سراسر این کشور پخش شده‌اند. این جدول در ۲۸ اوت ۱۹۷۶ تحت عنوان جدول ۳۰ آهنگ برتر دیسکو اکشن راه‌اندازی شد و نخستین جدول بیلبورد بود که به مستندسازی محبوبیت موسیقی رقص می‌پرداخت. نخستین ترانهٔ شماره‌یک این جدول در جدول منتشر به تاریخ ۲۸ اوت ۱۹۷۶، «باید برقصی» اثر بی جیز بود که پنج هفته در صدر جدول بود و تنها ترانهٔ شماره‌یک این گروه در این جدول بود.